# Gare de Saint-Senoux - Pléchâtel
La gare de Saint-Senoux - Pléchâtel est une halte ferroviaire française de la ligne de Rennes à Redon, située sur le territoire de la commune de Saint-Senoux, à proximité du bourg de Pléchâtel situé de l'autre côté de la Vilaine, dans le département d'Ille-et-Vilaine, en région Bretagne.
C'est une halte de la Société nationale des chemins de fer français (SNCF), elle est desservie par des trains express régionaux de Bretagne (TER Bretagne).

## Situation ferroviaire
Établie à 19 m d'altitude, la halte de Saint-Senoux - Pléchâtel est située au point kilométrique (PK) 379,468 de la ligne de Rennes à Redon, entre les gares de Guichen - Bourg-des-Comptes et de Pléchâtel.

## Fréquentation
De 2015 à 2023, selon les estimations de la SNCF, la fréquentation annuelle de la gare s'élève aux nombres indiqués dans le tableau ci-dessous.
| Année     | 2015   | 2016   | 2017   | 2018   | 2019   | 2020   | 2021   | 2022   | 2023   |
| --------- | ------ | ------ | ------ | ------ | ------ | ------ | ------ | ------ | ------ |
| Voyageurs | 19 286 | 16 712 | 17 055 | 13 570 | 16 198 | 11 508 | 10 673 | 17 992 | 24 166 |

## Service des voyageurs

### Accueil
Halte SNCF, c'est un point d'arrêt non géré (PANG) à entrée libre, elle dispose de deux quais avec abris. 
L'aménagement de cette halte est géré par la communauté de communes du canton de Guichen depuis 2008, tout comme les deux autres haltes précédentes (Guichen - Bourg-des-Comptes et Laillé).

### Desserte
Saint-Senoux - Pléchâtel est desservie par des trains TER Bretagne circulant sur les lignes no 08 Rennes - Messac-Guipry et no 15 Rennes - Redon. Une dizaine de trains s'arrêtent en gare quotidiennement.